# Perisama albipennis
Perisama albipennis är en fjärilsart som beskrevs av Butler 1873. Perisama albipennis ingår i släktet Perisama och familjen praktfjärilar. Inga underarter finns listade i Catalogue of Life.